# Osman I
Osman I (turco ottomano: عثمان غازى, noto anche come Osman Ghazi, turco: Osman Gazi o I.Osman, occasionalmente in italiano: Osmano I; Söğüt, 1254  circa – Bursa, 1326  circa) è stato il fondatore e primo sovrano dell'impero ottomano, nonché il capostipite della sua dinastia regnante, la quale governò fino alla deposizione nel 1922.
Figura storica ma dai contorni quasi mitici a causa della scarsità di fonti, in particolare della totale assenza di documenti ottomani coevi, gli storici hanno da sempre difficoltà a separare le informazioni veritiere da quelle leggendarie, tanto da aver descritto la sua vita come un "buco nero": un esempio di ciò è la proclamata discendenza di Osman dalla tribù Kayı dei turchi Oghuz.
È comunque accertato che Osman trasformò il suo piccolo beylik in Bitinia, non dissimile dai tanti che all'epoca si dividevano la regione anatolica se non per la posizione, particolarmente favorevole per attacchi al morente impero bizantino, nel nucleo di un potente impero che sarebbe cresciuto nel corso di sette secoli fino a estendersi su tre continenti, per poi frantumarsi ed essere abolito a seguito della prima guerra mondiale.

## Nome
È stato ipotizzato che il nome originale di Osman potesse essere un nome arabo, probabilmente Atman o Othman, e che solo in seguito avrebbe adottato la traslitterazione Osman, di origine turca, perché considerata più prestigiosa.
Le fonti bizantine, fra cui Giorgio Pachimere, storico contemporaneo di Osman, riportano il suo nome come Atman o Atouman (greco bizantino: in Ἀτμάν o Ἀτουμάν), mentre quelle greche usano la variante Uthman alternata a Osman.
Le fonti arabe, fra cui Shihab al-Umari e Ibn Khaldun, usano la variante Othman, mentre Ibn Battuta, vissuto durante il seguente regno di Orhan I, lo chiama variamente Osmancik, Othmanjiq o Osmanjiq, usando un suffisso (-cik/-jiq) che vuol dire "il piccolo", per distinguerlo da Othman "il grande", terzo califfo Rashidun.

## Contesto storico
La tradizione, non comprovata da storici moderni, vuole che gli ottomani discendano dai Kayi, un sottogruppo degli Oghuz, che emigrarono dall'Asia minore verso l'Anatolia entro l'inizio del XIII secolo e si distinsero come guerrieri a servizio dei selgiuchidi.
Il padre di Osman, Ertuğrul, fu infine ricompensato da un sultano selgiuchide con il titolo di Uç bey e il dominio sulla città di Söğüt, vicina alla frontiera sud-orientale dell'Impero bizantino. Tuttavia, Ertuğrul era un politico e un guerriero ambizioso e lanciò una serie di incursioni a scapito dei territori bizantini vicini, espandendo il suo dominio in un vero e proprio beylik indipendente, per poi morire, secondo la tradizione, nel 1281 a novant'anni, lasciandosi dietro tre figli avuti dalla moglie Halime, fra cui Osman.
Secondo la tradizione karamanide, uno dei beylik poi conquistati dagli ottomani, Ertuğrul e suo figlio Osman erano pastori Yörük di umili origini e, sostanzialmente, dei banditi e predoni.

## Origini e primi anni

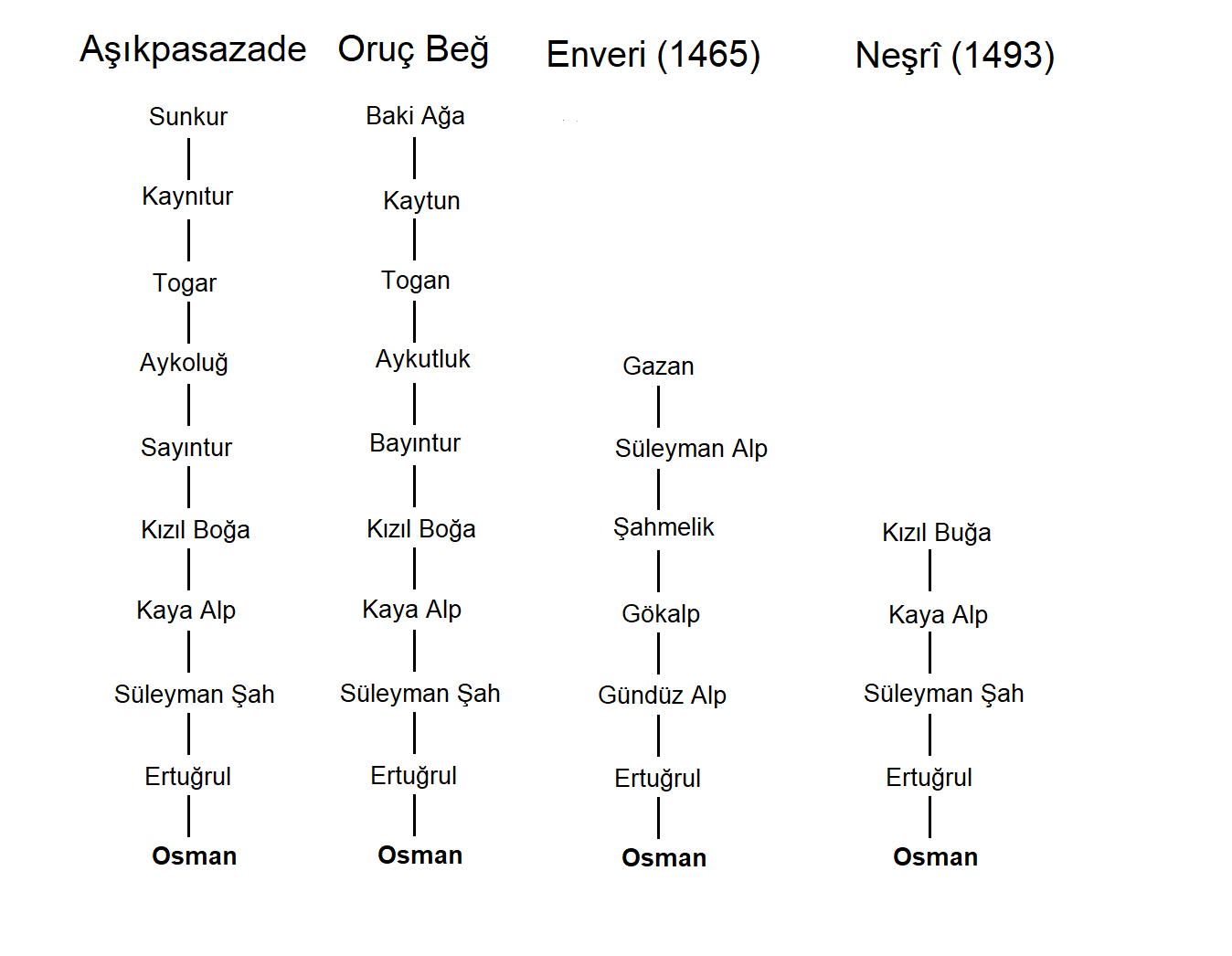
Confronto fra le varie ascendenze di Osman date dalle fonti

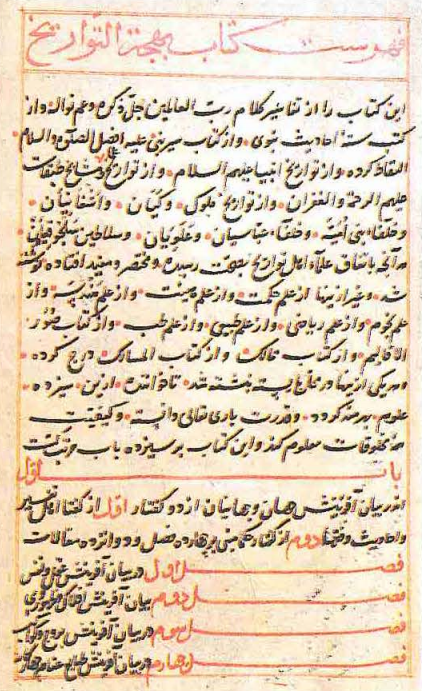
Pagina del Behcetü't Tevârîh, una delle fonti ottomane postume che parla del lignaggio di Osman.

Come già detto, le fonti riguardanti Osman sono limitate a poche informazioni provenienti da resoconti greci e bizantini e a copie di fonti ottomane risalenti ad almeno un secolo dopo, e di queste ben poche coprono in maniera realistica le origini di Osman e della sua famiglia.
Le poche certezze stabiliscono che Osman era figlio di Ertuğrul e Halime Hatun e nacque a Söğüt durante il dominio paterno, ma la sua data di nascita è oggetto di dibattito: solitamente indicata come 1254/1255, è in almeno un'occasione indicata come 13 febbraio 1258, giorno della distruzione di Baghdad a opera dei mongoli.
Un altro punto di contesa è l'identità di suo nonno paterno, indicata sia come Süleyman Şah che come Gündüz Alp. La maggioranza degli storici crede che Gündüz Alp sia effettivamente l'identità corretta, mentre Süleyman Şah sarebbe in effetti Süleyman bin Qutulmish, sultano selgiuchide di Rum, la cui inclusione nella genealogia osmanita sarebbe frutto di un tentativo di collegare gli ottomani ai selgiuchidi in qualità di legittimi eredi, esattamente come la pretesa di discendenza dagli Oghuz, i quali fanno a loro volta risalire la loro ascendenza al biblico Noè. Il lignaggio completo di Osman è solitamente presentato come segue: Osman bin Ertuğrul bin Gündüz Alp bin Kaya Alp bin Gökalp bin Sarquk Alp bin Kayı Alp e ulteriori prove provengono da ritrovamenti di monete da lui coniate dove si indica come Osman bin Ertuğrul bin Gündüz Alp.
Secondo Kemalpaşazâde, storico ottomano del XVI secolo, Osman era il più giovane dei tre figli di Ertuğrul, e fu educato alla maniera tradizionale nelle arti della guerra, della spada, del tiro con l'arco, della lotta libera, dell'equitazione, della caccia e della falconeria, eccellendo in ogni campo e superando di gran lunga i suoi fratelli. Fu anche educato all'Islam e divenne uno stretto amico del leader sufi Edebali, un'amicizia che lo influenzò profondamente, soprattutto dopo averne sposato la figlia Rabia Bala.
Secondo una storia risalente alla giovinezza di Osman egli uccise suo zio Dündar, suo consigliere nei primissimi tempi del suo regno. Dündar sconsigliò a Osman di attaccare Bilecik, all'epoca in mano cristiana, sostenendo che erano già attorniati da nemici, al che Osman, sentendosi sfidato, uccise suo zio con una freccia.
Un'altra versione afferma che Dündar si oppose all'ascesa del nipote in seguito alla morte di Ertuğrul e minacciò di ribellarsi contro di lui, al che Osman lo sconfisse in duello e lo giustiziò per tradimento, decapitandolo personalmente.
La storia compare in maniera incoerente nelle cronache ottomane, suggerendo un possibile insabbiamento, ma rappresenta anche una prova importante nel contesto del cambiamento della politica ottomana da relativamente pacifica ad apertamente belligerante.

## Espansione del Beylik e origini dell'Impero ottomano

### Ascesa al potere

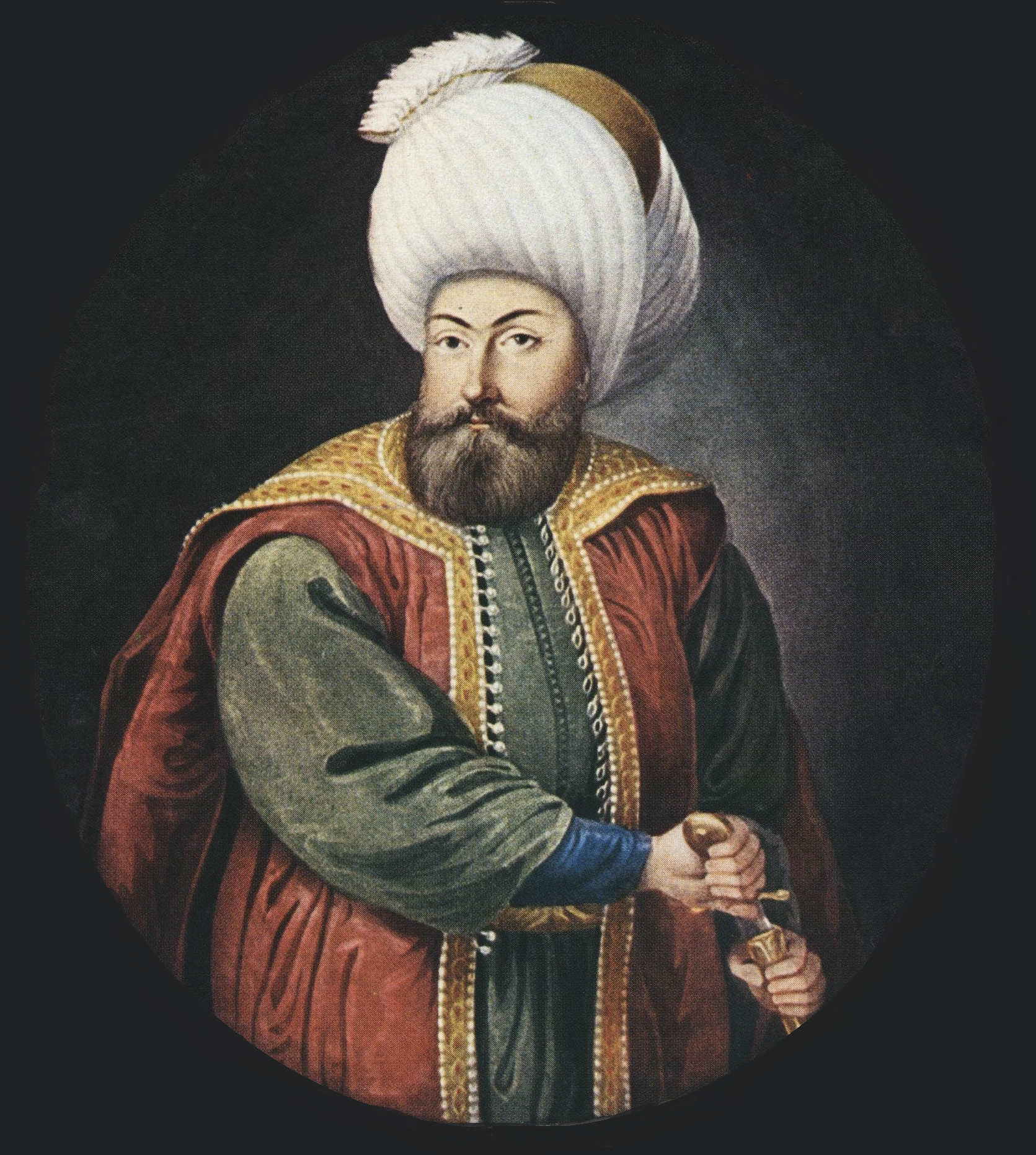
Ritratto di Osman del XIX secolo, Konstantin Kapıdağlı

Sebbene fosse il minore dei suoi figli, alla morte di Ertuğrul nel 1281 Osman si affermò come nuovo signore di Söğüt e si dedicò a proseguire la politica paterna di lanciare rapide incursioni oltre la frontiera bizantina. Tuttavia, mentre è possibile stilare un elenco approssimativo delle campagne militari di Osman, la cronologia è incerta e il primo evento della sua vita databile con certezza è la battaglia di Bafeo (27 luglio 1302), in cui sconfisse un contingente bizantino di 2 000 uomini inviato a contrastarlo.
È stato ipotizzato che l'ascesa di Osman non fu pacifica, ma che dovette affrontare in armi i suoi zii e fratelli, che alla fine si sottomisero a lui o vennero giustiziati.
Il Vilayetname, racconto delle gesta di Haji Bektash Veli, dà una versione romanzata dell'ascesa di Osman: racconta che alla morte di Ertuğrul fu suo fratello minore, Gündüz, a succedergli, mentre Osman si distinse semplicemente come uno dei suoi combattenti. Dopo aver subito per mano di Osman il saccheggio di Yarhisar, Bilecik, İnegöl e İznik, il governatore bizantino di Bursa protestò presso il sultano selgiuchide Alaeddin Kayqubad III, che ordinò a Gündüz di portargli il giovane Osman perché si sottoponesse a giudizio. Osman fu così arrestato e condotto a Konya, dove fece al sultano un'impressione tanto positiva che si rifiutò di punirlo, delegando invece la questione a Haji Veli, che lo accolse dicendo: "Ti aspettavo da anni" e, cingendogli la testa con il turbante degli sceicchi sufi, ne ordinò la liberazione, suggerendo inoltre al sultano di supportare Osman come nuovo signore di Söğüt, invito che il sultano accolse, nominando Osman nuovo leader della sua tribù.
La politica di Osman prevedeva l'ampliamento dei propri territori a spese dei bizantini, ma al contempo di evitare il conflitto con i vicini beylik anatolici, molto più potenti del neonato beylik ottomano. Nella sua prima fase di conquista, Osman estese il suo territorio fino alle zone desolate della Frigia settentrionale (Eskişehir) e alle pianure più fertili della Bitinia, sia tramite conquiste in battaglia che tramite contratti diplomatici e altri mezzi di acquisizione pacifici. È stato ipotizzato che alcuni di essi furono siglati tramite matrimonio, ma non si conosce nessuna consorte di Osman di origine bizantina, tuttavia, è noto che lo erano invece diverse consorti di suo figlio Orhan.

### Vantaggio geografico

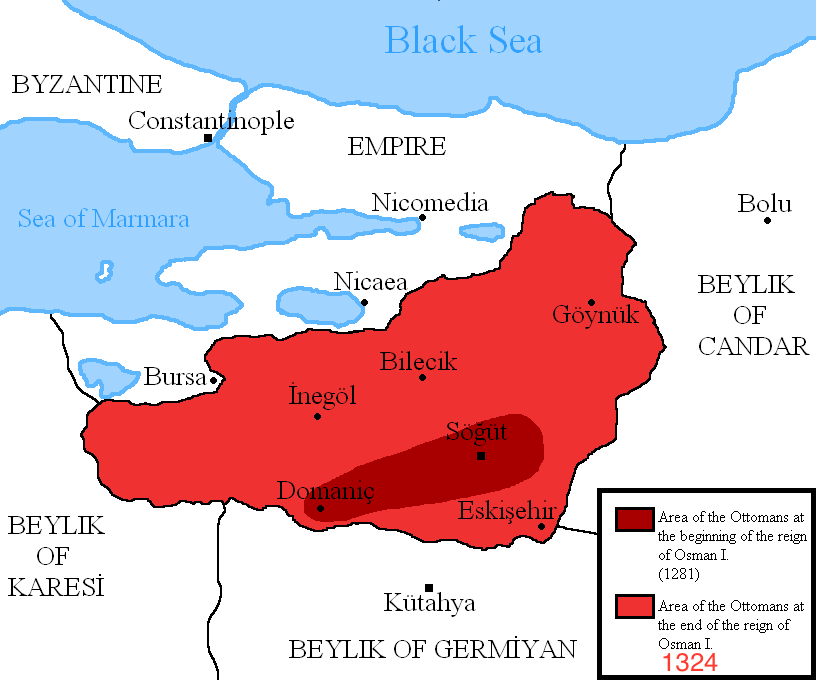
Mappa del Beylik ottomano durante il regno di Osman

La posizione geografica del Beylik ottomano ebbe un notevole impatto sul successo delle prime campagne di espansione di Osman.
Söğüt, la capitale, sorgeva su una collina facilmente difendibile che dominava la principale strada fra Costantinopoli e Konya. Sfruttando la frammentazione e le continue guerre sia europee che anatoliche, Osman diresse tutti i suoi sforzi nell'ampliamento del suo territorio controllando le strade e i passi circostanti, mantenendo al contempo una posizione di base fortificata e difficile da assediare.
In politica interna, si dedicò alla riformulazione del sistema politico e amministrativo, trasformando una federazione tribale seminomade in un popolo stanziale e fortemente militarizzato, ottenuta accentuando il pericolo proveniente dalla vicinanza con gli imperi cristiani, con cui condividevano la frontiera nord-occidentale.
Il Beylik era anche geograficamente sicuro dalle orde mongole, ma abbastanza vicino alla Via della Seta da poterla sfruttare per trarne vantaggi militari ed economici, oltre che a favorite l'immigrazione di un gran numero di guerrieri islamici in fuga dai mongoli o desiderosi di prendere parte alle conquiste bizantine di Osman per ragioni economiche o religiose.

### Il sogno di Osman
Osman aveva uno stretto legame con il mistico sufi Edebali, di cui sposò la figlia.
Cronache successive elaborarono una sorta di "romanzo" che spiegasse le ragione di tale legame in un sogno profetico avuto da Osman mentre soggiornava nella casa di Edebali, dando vita a un poema noto come "Sogno di Osman".
Dalla versione del XV secolo di Aşıkpaşazade:
Vide che una luna sorse dal petto del santo uomo e affondò nel suo stesso petto. Un albero luminoso come la luna spuntò dalla sua pancia e la sua ombra bussò al mondo. Al di sotto di questa ombra c'erano montagne e fiumi scorrevano dai piedi di ogni montagna. Alcune persone bevevano da queste acque, altre annaffiavano i giardini, mentre altre facevano scorrere le fontane. Quando Osman si svegliò, raccontò la storia al sant'uomo, che disse: "Osman, figlio mio, congratulazioni, perché Dio ti ha dato la carica imperiale a te e ai tuoi discendenti e mia figlia Malhun sarà tua moglie.
Il sogno divenne una parte importante del mito fondativo ottomano, legittimandone il potere come proveniente dallo stesso Allah e al contempo dando agli storici dei secoli seguenti una spiegazione fiorita del prolungato successo bellico ottomano.
La leggenda fungeva anche da "patto bilaterale" fra la dinastia ottomana e il suo popolo: come Allah aveva garantito a Osman e a i suoi discendenti il diritto di regnare, questi dovevano garantire al loro popolo la prosperità.

### Relazioni politiche fra Osman e i Beylik anatolici

Mappa dei beylik anatolici indipendenti all'inizio del XIV secolo.

Il matrimonio fra Osman e Rabia Bala, figlia di Edebali, descritto come "la prima grande impresa politica di Osman", procurò a Osman un supporto tale da creare tensione con il vicino beylik di Germiyan, perché Edebali era considerato un successore di Bābā Ishāq, che avevano tradizionalmente supportato Germiyan. In più, secondo la non provata tradizione Bektashi, Edebali era anche il leader degli sceicchi Ahyan Rum, che dopo il matrimonio confluirono tutti fra le fila degli alleati di Osman, fornendo un supporto duraturo sia a lui che a suo figlio Orhan a scapito degli altri beylik.
Nei suoi primi anni, Osman s'impegnò nel costruire relazioni positive con tutti i suoi vicini, senza distinzioni etniche e religiosi e mostrando molta creatività politica nel fare coesistere le sue varie alleanze. Uno degli stratagemmi usati prevedeva di lasciare, durante la stagione del pascolo, una certa quantità di beni ai governatori locali, fra cui quello di Bilecik, per poi riscattarli con prodotti della pastorizia come pelli, formaggio, lana e burro. Il più grande risultato dei rapporti fra Osman e i governatori locali bizantini fu l'amicizia con Michele Kosses, che alla fine si convertì all'Islam con il nome Köse Mihal e divenne il braccio destro e principale generale di Osman.
Un'eccezione furono i rapporti con i popoli mongoli stanziati lungo i confini occidentali dell'Anatolia, riflettendo il disprezzo generale dei turchi verso i mongoli. Osman sfruttò questo disprezzo per attirare nel suo esercito un gran numero di turkmeni in fuga o in cerca di vendetta, in particolare dalla Paflagonia, noti per essere grandi guerrieri, devoti alla Jihad o facilmente indottrinabili perché lo fossero.
In questo modo, Osman rafforzò la sua posizione all'interno di una complessa rete di relazioni gerarchiche che comprendeva i chobanidi di Kastamonu, i selgiuchidi di Rum e i Germiniyan di Konya e i khan mongoli a Tabriz.

### Espansione del Beylik ottomano
Dopo il crollo dell'Impero selgiuchide, Osman iniziò a espandersi anche a scapito dei beylik mussulmani, occupando Karacahisar, Eskişehir (Dorileo) e Yenişehir (Melangeia), che divenne la nuova capitale. Entro la fine del XIII secolo Osman controllava anche Bilecik (Belokomis), İnegöl (Angelokomis) e Yarhisar (Köprühisar).
Nel 1302, dopo avere sconfitto i bizantini a Bafeo, vicino Nicea, Osman si spostò con le sue forze più vicino alla frontiera bizantina, generando una reazione allarmata che però si risolse in sforzi inefficaci e mal organizzati e in una generale fuga dei bizantini dall'Anatolia, mentre Osman continuò a espandersi lungo il fiume Sakarya a nord e verso il Mar di Marmara a sud, raggiungendo entrambi i confini entro il 1308.
L'ultima campagna di Osman fu contro Bursa, pur non partecipando fisicamente a causa dell'età avanzata, venendo invece sostituito dal figlio Orhan. La presa di Bursa, nel 1326, dopo nove anni di assedio, fornì agli ottomani una nuova capitale e una base da cui, un secolo dopo, avrebbero mosso per la conquista di Costantinopoli.

### Conquista di Karacahisar

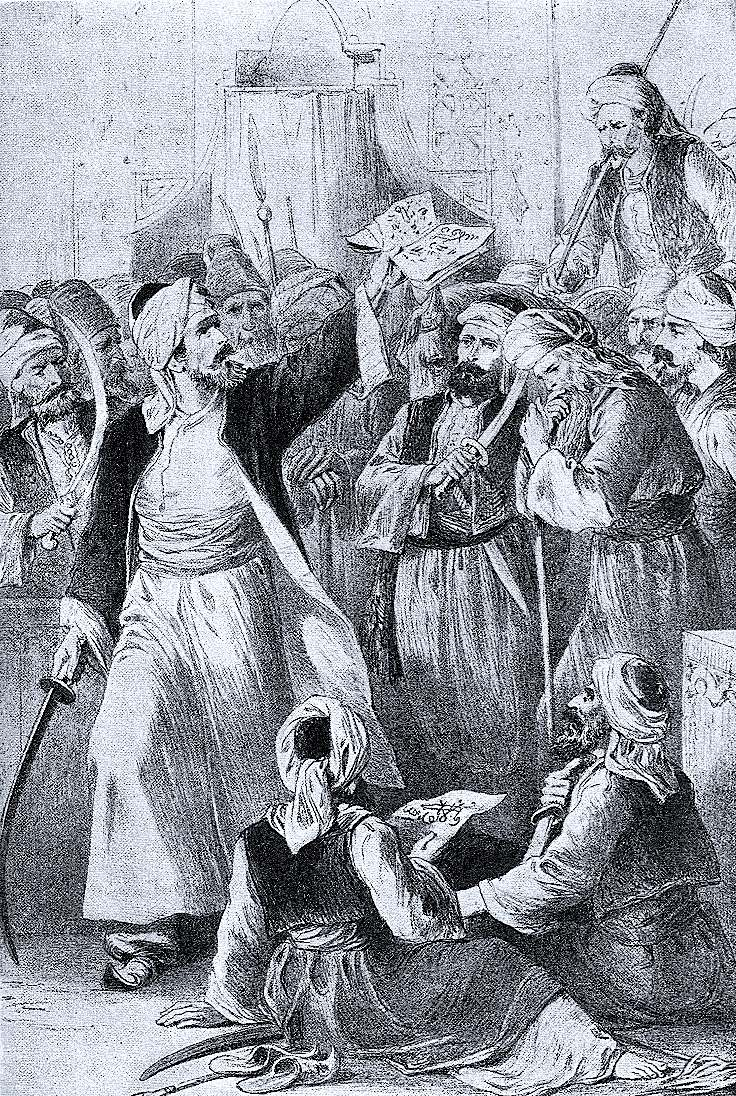
Osman incita i suoi uomini prima di una battaglia.

Una delle prime mosse di Osman contro i bizantini sfruttò come causus belli un'imboscata tesa contro lui intorno al 1284, quando Osman, seppur avvertito dalle sue spie, decise di scontrarsi contro di loro, perdendo miseramente e contando, fra le vittime, anche suo nipote Koca Saruhan Bey, figlio di suo fratello Savci Bey.
Per questo motivo, nel 1286, Osman marciò su Kulacahisar a capo di una forza di trecento uomini. La fortezza, situata alla base del monte Uludağ a due leghe a Inegol, venne conquistata in una sola notte, anche se il governatore bizantino riuscì a fuggire e a ripararsi a Karacahisar, dove si decise per il raduno di un esercito di riconquista. Così, l'anno seguente gli ottomani e i bizantini ripresero le ostilità, che si conclusero fra il 1286 e il 1291 con la presa ottomana di Karacahisar. La campagna costò, fra gli altri, la vita di Savci Bey, fratello di Osman. Entrato in città, Osman decretò che la sua chiesa dovesse essere trasformata in una moschea, evento mai documentato prima, nominò un qadi (giudice) e un subashi (capo della polizia) e ordinò che il nome della città fosse pronunciato durante la khuṭbah, una delle prime prove della sua manifesta sovranità. In seguito, la città divenne un importante punto di confluenza per le forze ottomane durante le successive campagne.
Impressionato dai suoi recenti successi il sultano selgiuchide Kayqubad III nominò Osman "Ḥaḍrat ʻUthmān ghāzī marzubān 'Âli Jâh ʻUthmān Shāh" (onorevole conquistatore e guardiano del confine Osman Shāh), confermò la sua sovranità su tutte le terre conquistate, a cui aggiunse Eskişehir e İnönü, e lo esentò da tutte le tasse e i tributi. Inviò anche un notevole carico di doni, che includevano: uno stendardo da guerra in stoffa d'oro, un tamburo da guerra mehter, un tuğ, una nappa e una spada d'oro, una sella e 100 000 dirham. Infine, riconobbe a Osman il diritto a essere nominato nella khuṭbah e di coniare monete a suo nome, riconoscendolo quindi come sultano in tutto tranne che nel titolo.
La tradizione vuole che dal dono del mether a Osman nacque il rito di innalzare lodi al sultano ogni volta che l'esercito suonava i tamburi.

### Conquista di Bilecik, Yarhisar e İnegöl
Subito dopo la presa di Karacahisar, Osman guidò il suo esercito a nord, lungo il Sakarya, conquistando, lungo il percorso, Göynük e Yenice Taraklı. Secondo la tradizione, nel 1298 o 1299 Osman ricevette una missiva di Köse Mihal che lo informava di un completo contro di lui ordito dai tekfur di Bilecik e Yarhisar, che intendevano attirarlo con la scusa di invitarlo al matrimonio dei loro figli per poi ucciderlo. Avvisato del pericolo, Osman ideò un piano per conquistare Bilecik: recatosi lì per il matrimonio, fece entrare quaranta suoi uomini nella fortezza travestiti da emissari che portavano doni per le nozze. Calata la notte, il piccolo contingente uccise la guardia della fortezza e aprì le porte a Osman, che aveva guidato il resto dei suoi uomini contro i cavalieri bizantini fuori dalle mura. Forte dell'effetto sorpresa, a quel punto guidò le sue forte contro Yarhisar, dove ucise o prese prigionieri tutti i bizantini presenti, inclusa Holofira, la figlia del tekfur, che donò come consorte a suo figlio Orhan, che la rinominò Bayalun.
Da Yarhisar Osman assaltò i territori circostanti İnegöl, per poi prendere la fortezza, il cui governatore, noto oppositore dei mussulmani, fu giustiziato con i suoi uomini. Osman nominò quindi una nuova guarnigione e permise il saccheggio della regione, distribuendo poi il bottino fra le sue fila.

### Caduta di Rum e indipendenza ottomana

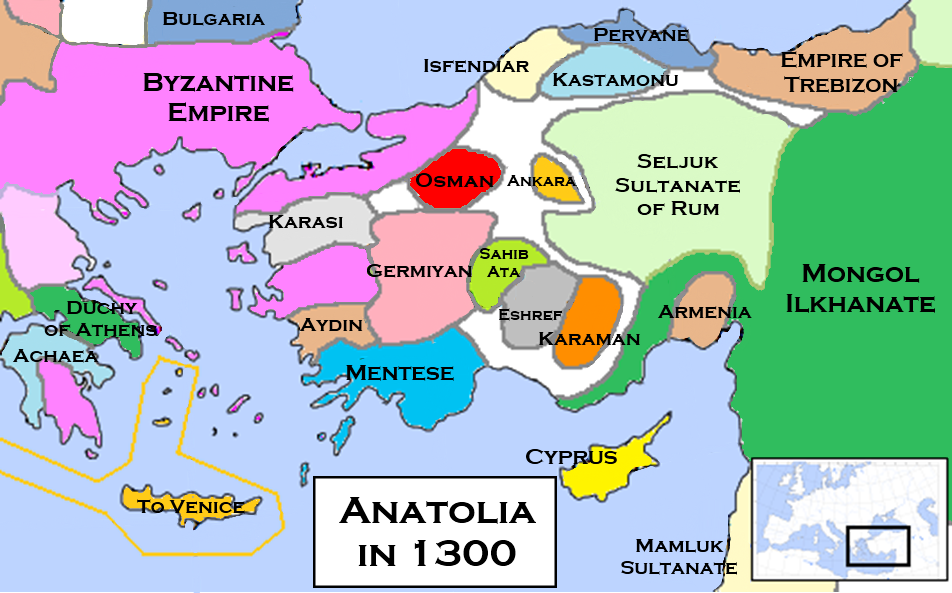
Mappa che mostra il declino di Rum a favore dei beylik indipendenti.

Dopo questa serie di vittorie Osman pianificò di espandersi lungo due assi, mirando a isolare le città bizantine che intendeva conquistare, a partire da Nicea. Prima di tutto bloccò la strada verso Nicea sul lato est, per poi bloccarla sugli altri lati muovendosi lungo Lopadion ed Evrenos, girando intorno al monte Uludağ per evitare la potente città fortificata di Bursa. Nel mentre, l'impero bizantino, occupato dai Germiyan, dai beylik costieri e dalle ribellioni balcaniche, sottovalutò la minaccia di Osman, lasciandolo sostanzialmente agire indisturbato.
Allo stesso modo anche l'altra potenza locale che avrebbe potuto fermare Osman, il sultanato di Rum, era ormai in piena decadenza, cessando di esistere nel 1308 e lasciando il campo libero ai beylik anatolici, che uno dopo l'altro si dichiararono indipendenti. Osman si proclamò così Padişah Āl-ıʿOsmān (sovrano della casa di Osman), e continuò la sua sistematica conquista di ogni città e fortezza bizantina in Anatolia. Dimostratosi come il più forte dei sovrani locali, quel che rimaneva dei selgiuchidi dopo la morte del loro ultimo sultano offrirono a Osman il titolo di Emiro, che lui accettò, ponendosi quindi al di sopra di tutti i potentati locali. Il titolo fece anche sì che i resti dell'esercito selgiuchide confluissero nel suo, rafforzandolo in vista delle prossime campagne militari.

### Battaglia di Bafeo

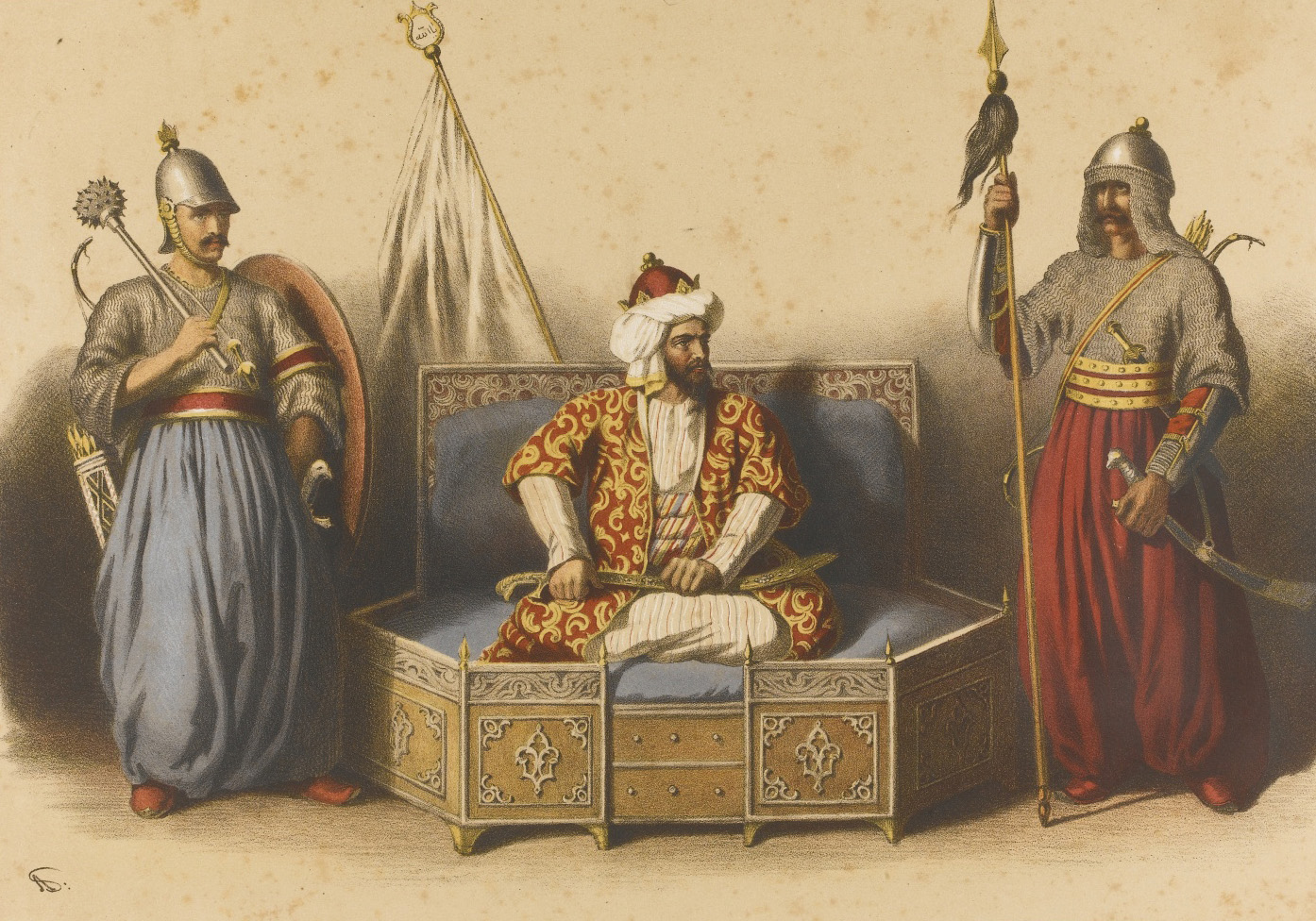
Rappresentazione di Osman come emiro indipendente

Osman, ormai sovrano indipendente a pieno titolo, inviò ambasciate a ogni tekfur bizantino di Anatolia, ponendo loro un ultimatum: sottomettersi agli ottomani, convertirsi all'Islam e pagare la jizyah, oppure scendere in guerra.
Fra chi accettò le condizioni di Osman il più noto fu Köse Mihal, che da quel momento combatté al suo fianco come compagno e generale, e fu capostipite di un'eminente stirpe nota come Mihaloglu, mentre altri scelsero la guerra, a cui Osman rispose mettendo sotto assedio Nicea (İznik), nel 1301. Contemporaneamente, Osman lasciò libero il suo esercito di devastare le campagne circostanti, provocando una carestia a Nicomedia. Davanti a ciò, Costantinopoli decise finalmente di muoversi contro Osman e supportare i tekfur ancora fedeli, radunando un massiccio spiegamento di forze a Bursa.
Nella primavera del 1302 un secondo esercito bizantino risalì da sud partendo da Magnesia. Essendo superiori a lui in numero Osman evitò lo scontro aperto e, quando si rese conto che i bizantini, guidati da Michele IX, esitavano ad avanzare, riprese i suoi attacchi alla regione nicea. Questa strategia riuscì a dissolvere l'esercito bizantino senza colpo ferire, perché molte truppe disertarono per tentare di salvare i loro cari e i loro averi, sotto costante minaccia ottomana, mentre mercenari alani disertarono quando venne a mancare lo stipendio. Michele IX dovette ritirarsi lungo la costa, appesantito da un'orda di profughi in fuga, e solo un contingente di circa 2 000 uomini, di cui la metà mercenari alani recentemente assunti, venne inviato a Nicomedia per ordine di Andronico II, padre di Michele, che affidò il compito di liberare la regione al megas hetaireiarches Giorgio Muzalon.
L'avanzata bizantina fu ulteriormente ostacolata dalla minoranza musulmana presente nella regione, che si riunì compatta sotto Osman, nella speranza che lui creasse loro una patria unita e sicura. Altro supporto a Osman venne da diverse confraternite guerriere islamiche, fra cui i Gazi Rûm e gli Ḥajjian Rûm, nonché un certo numero di disertori e prigionieri bizantini che accettarono la conversione all'Islam e si unirono all'esercito di Osman.
Gli eserciti bizantini e ottomano si scontrarono infine nella battaglia di Bafeo, il 27 luglio 1302. Gli ottomani schierano 5.000 uomini, più un battaglione di cavalleria leggera guidato dallo stesso Osman, mentre i bizantini disponevano di soli 1.000 uomini, avendo tenuto gli alani rimasti come riserva. Di conseguenza l'assalto ottomano ruppe le linee bizantine e costrinse Giorgio Muzalon a una frettolosa ritirata verso Nicomedia, riuscita solo grazie alla copertura alana.
Quella di Bafeo fu la prima vittoria ottomana di alto profilo, e diede loro lo slancio per la conquista della Bitinia, le cui fortezze, rimaste isolate, caddero una dopo l'altra, e permettendo al beylik ottomano di assumere le caratteristiche e le qualità di un vero stato. In conseguenza alla continua espansione bellica ottomana, ci fu un esodo in massa della popolazione cristiana verso l'Europa, causando un profondo cambiamento demografico a favore dei mussulmani. Gli ottomani marciarono quindi verso Magnesia, ultimo territorio bizantino in Asia minore, stabilendo una serie di postazioni lungo la costa egea.

### Tentativo di alleanza bizantino-mongola

Incursioni mongole contro i mamelucchi.

Dopo la vittoria di Bafeo, Osman divise le sue conquiste fra i suoi parenti e i suoi ufficiali, iniziando a dare al suo beylik la struttura di un vero e proprio regno: assegnò Eskişehir a suo fratello Gündüz Alp, Karacahisar a suo figlio Orhan, Yarhisar e İnegöl ai suoi generali Hasan e Turgut Alp.
Preoccupato dalla situazione ma incapace di farvi fronte, l'imperatore bizantino Andronico II cercò quindi un'alleanza con i popoli mongoli della Persia: scrisse una lettera al khan Mahmud Ghazan, proponendo un'alleanza da siglare tramite un matrimonio. Tuttavia, in quel periodo i mongoli erano in guerra aperta con i mamelucchi e il 20 aprile 1303 i due eserciti si scontrarono vicino Damasco, nella battaglia di Shaqhab, che vide trionfare i mamelucchi. La sconfitta accelerò il declino di Mahmud Ghazan, già malato, che morì il 17 maggio 1304. Le tensioni che percorsero il suo popolo dopo la sconfitta e la morte del khan cancellarono ogni possibilità di un'alleanza con i bizantini, che furono costretti a cercare altrove.

### Alleanza bizantino-catalana

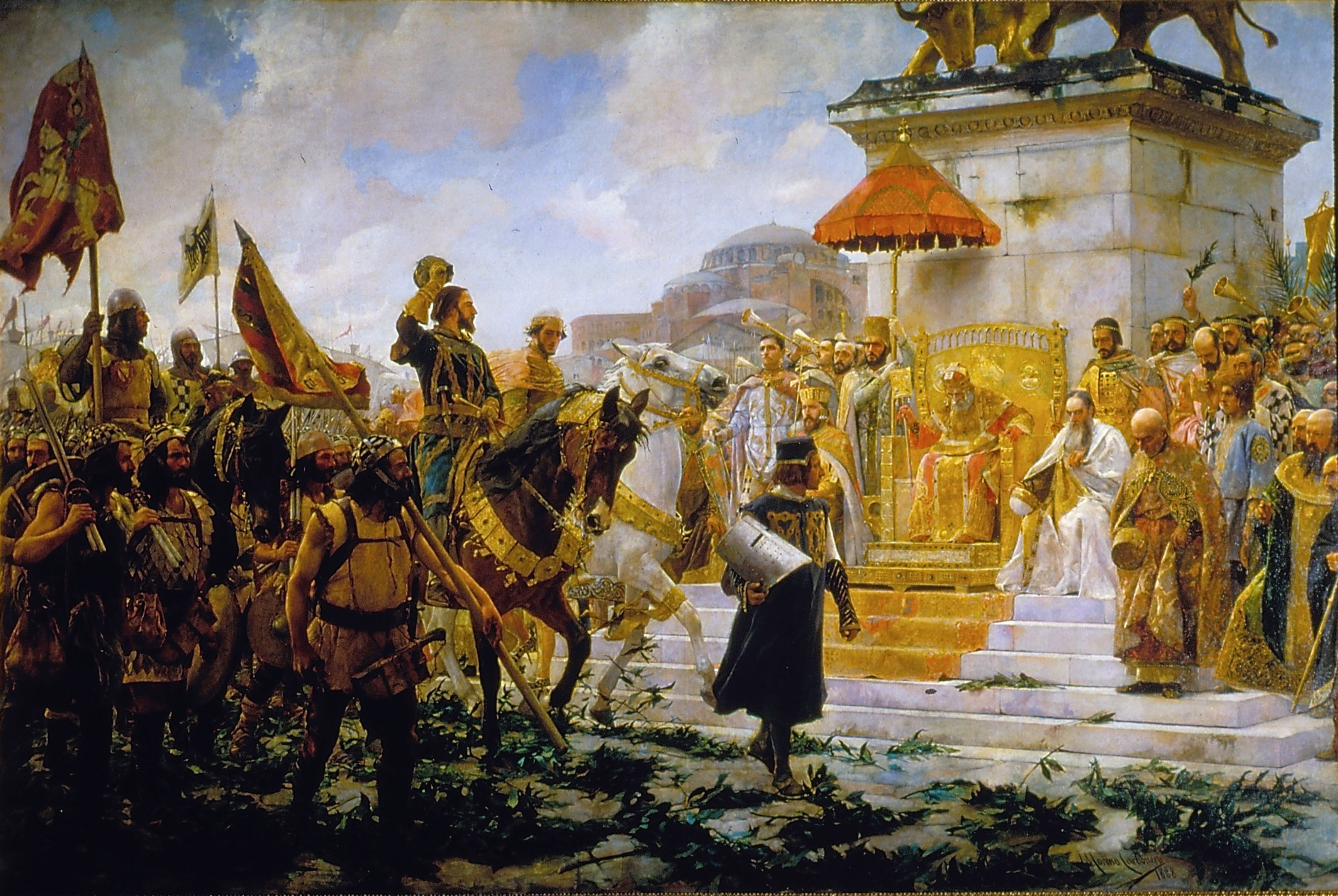
Roger de Flor entra a Costantinopoli.

Fallito il tentativo di allearsi con i mongoli, Andronico II ricorse all'assunzione di una compagnia di mercenari catalani guidata da Roger de Flor, rimasti inattivi dalla firma della Pace di Caltabellotta fra Francia e Aragona nel 1302. La compagnia arrivò a Costantinopoli nel gennaio 1303, accolti dallo stesso imperatore, e furono sistemati nel distretto di Blacherne. De Flor venne nominato Megas Doux, gli venne corrisposto un pagamento anticipato di quattro mesi per lui e i suoi uomini e ottenne in moglie la principessa Maria Asanina, nipote di Andronico e figlia di Ivan Asen III, zar di Bulgaria, e Irene Paleologa.
I catalani raggiunsero l'Asia minore e ottennero una serie di vittorie contro i Karasidi e i Germiyan, per poi occupare la città di Filadelfia, da cui intendevano muovere contro le province costiere ottomane. Sconfitto nuovamente Yakub I Germiyan, che aveva tentato di prendere d'assedio la città, i catalani avrebbero dovuto marciare contro Osman, ma la notizia che il battaglione catalano di Magnesia era stato decapitato a seguito di una rivolta locale cambiò i piani, spingendo de Flor a rivolgersi contro gli stessi bizantini, ma mentre si avvicinava a Magnesia venne catturato e ucciso da Michele IX, che contemporaneamente ordinò di uccidere tutti i catalani rimasti a Costantinopoli. Quando la notizia raggiunse il secondo reparto della compagnia, stanziato a Gallipoli, questi si vendicarono sulla popolazione bizantina locale, dando inizio a una vera e propria guerra che fece passare la lotta contro gli ottomani in secondo piano.

### Conquista di Yenişehir
Nel mentre, Osman, ormai assicurati i confini settentrionali espandendosi fino al Mar Nero e al Mar di Marmara, concentro la sua attenzione sui confini meridionali, che intendeva assicurare prendendo Yenişehir. Dopo aver saccheggiato le campagne circostanti e creato un punto di raccolta prendendo Yāvandhisar, attaccò Yenişehir alla guida di una forza massiccia ma veloce e la conquistò in pochi giorni. Dopo averne ampliato le difese, decretò che sarebbe divenuta la nuova capitale del suo regno, almeno fino a quando non avrebbero conquistato una città più grande. Dopo di che, Osman conquistò una a una le fortezze rimanenti, Lefke, Akhisar, Koçhisar, Yenicehisar, Marmaracık e Köprühisar, creando un cordone di sicurezza intorno al nucleo del suo regno, così da scongiurare attacchi esterni.

### Conquista di Bursa
A questo punto Osman decise di puntare a conquiste di più alto profilo, assediando Bursa, una delle città di grandi e fortificate della regione, in quella che sarebbe stata la sua ultima campagna. Diede ordine di costruire due forti che bloccassero le strade principali e rese quasi impossibile rifornire la città di cibo. Ciononostante, gli ottomani non disponevano di macchine d'assedio e non avevano mai avuto a che fare con una città protetta come Bursa: l'assedio durò fra i sei e i nove anni e si concluse solo nel 1326.
Nel primo anno, Osman guidò le sue forze nella conquista delle piccole fortezze e dei villaggi circostanti, ma poco dopo si ammalò di gotta e dovette ritirarsi a Yenişehir, cedendo il comando a suo figlio Orhan, che designò come erede. Orhan, consapevole di non poter prendere la città con la forza, continuò a conquistare tutte le fortezze circostanti in modo da isolarla: con la presa di Mudanya e di Praenetos (che venne rinominata Karamürsel in onore del generale che guidò l'assalto) interruppe i collegamenti fra Bursa e il Mar di Marmara. Inviò poi tre battaglioni, rispettivamente guidati da Konur Alp, Akça Koca e Abdurrahman Ghazi, a conquistare le coste occidentali del Mar Nero, Kocaeli e la costa marmara sudorientale, così da isolare completamente la città, mentre con la presa di Beyce (rinominata Orhaneli) completò il blocco della città, garantendosi anche una posizione sopraelevata vantaggiosa.
Ormai ridotta alla fame, Bursa ricevette l'ordine di Andronico II di aprire le porte. Orhan entrò in città come conquistatore 6 aprile 1326 e il suo primo atto fu di vietare qualsiasi danno alla popolazione, dal momento che aveva accettato di pagare la jizyah. Saroz, tekfur di Bursa, fece atto di sottomissione a Orhan e accetto di convertirsi all'Islam. Per il suo valore nei lunghi anni di assedio, gli venne concesso il titolo di Bey. Bursa venne quindi nominata nuova capitale ottomana.
È oggetto di controversia se Osman visse abbastanza a lungo da vedere la conquista di Bursa: fonti tradizionali, accettate da una parte degli storici moderni, dicono che morì subito dopo aver ricevuto la notizia, ma altri hanno proposto come suo anno di morte il 1323 o il 1324.

## Morte

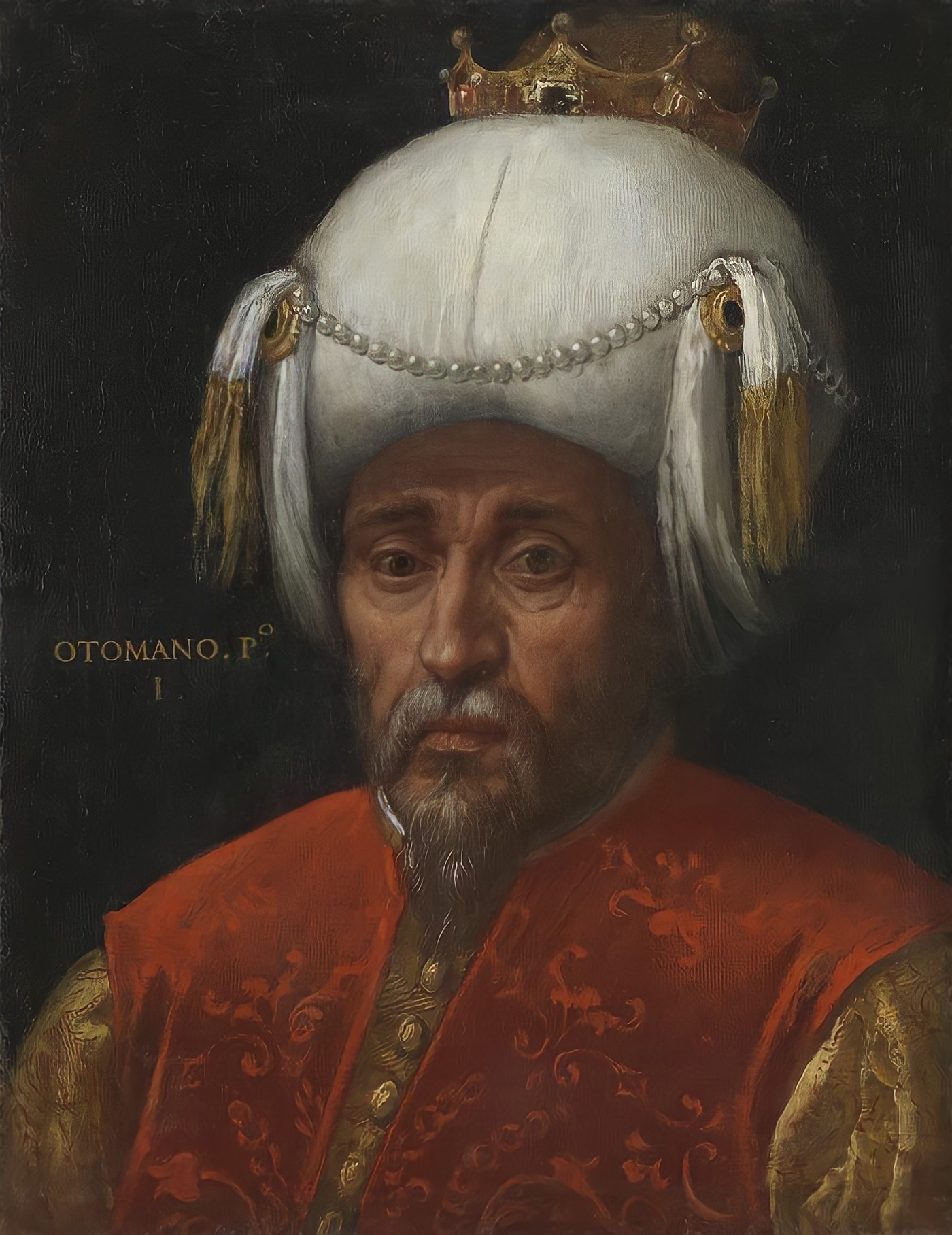
Ritratto di Osman del XVI secolo, Paolo Veronese.

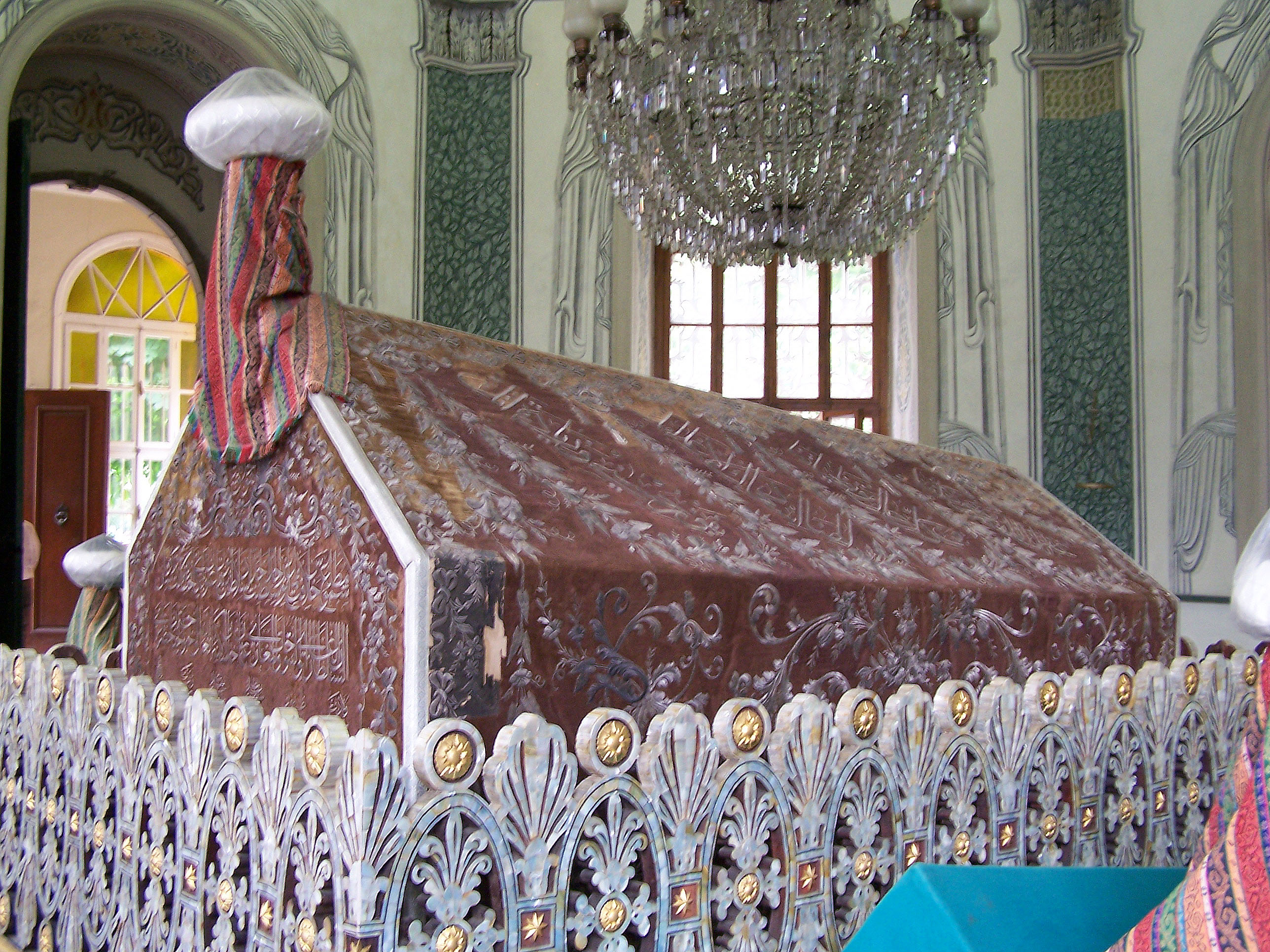
Sarcofago di Osman a Bursa

Secondo la tradizione, Osman morì il 21 agosto 1326, all'età di circa settant'anni, immediatamente dopo aver ricevuto, per bocca di Orhan, la notizia della conquista di Bursa, e averlo ricompensato riconoscendolo come suo erede al posto del fratellastro Alaeddin Ali Pasha. La causa della morte non è indicata in nessuna fonte, ma è probabile che fosse la gotta, di cui Osman soffriva da anni e di cui soffrirono diversi suoi discendenti.
Tuttavia, la data esatta di morte di Osman è oggetto di ampi dibattiti. Infatti, altre fonti indicano variamente come anno di morte il 1320, o il 1327, basandosi sulla credenza che Osman sopravvisse a suo suocero Edebali, generalmente indicato come morto nel 1326, e che si occupò della sua sepoltura. Gli storici moderni credono anche che sia possibile morì nel 1323 o nel 1324, anno in cui sembra che Orhan salì al trono.
Quale sia la data esatta, sul finire del 1326 Orhan ordinò la costruzione di un sontuoso mausoleo a Bursa, dove fu il sarcofago di Osman fu poi posto. Secondo la tradizione, ciò avvenne in conformità con la volontà di Osman, che chiese di essere sepolto a Bursa, "sotto una cupola d'argento". L'attuale mausoleo non è quello originale, che fu distrutto da un terremoto nel 1855, ma una copia costruita sotto i sultani Abdülaziz e Abdulhamid II. Nel periodo del restauro, il sarcofago di Osman fu traslato a Söğüt.

## Famiglia

### Consorti
Osman I aveva due consorti note, entrambe sue mogli legali, e un certo numero di concubine:
- Rabia Bala Hatun. Era la figlia del mistico sufi Edebali e la madre di Alaeddin Ali Pasha. Passò gli ultimi anni della sua vita con suo padre e morì a Bilecik nel 1324, dove fu sepolta.
- Kameriye Malhun Hatun. Chiamata anche Mal o Mala Hatun, era figlia di Ömer Abdülaziz Bey e la madre di Orhan I.
- Fülane Hatun. Ragazza di umile estrazione sociale di cui Osman si infatuò quando era adolescente. Quando rifiutò la sua proposta di matrimonio, credendola uno scherzo, Osman la rapì e ne fece la sua concubina[94].

### Figli
Osman I aveva almeno otto figli:
- Fülan Bey (ante 1281 - ?) - con Fülane Hatun. Venne mandato alla corte di Kaykhusraw III Gıyâsüddîn, sultano selgiuchide di Rum, per essere cresciuto nella sua casa quando suo nonno Ertuğrul Ghazi firmò con lui un trattato di pace. Ebbe almeno tre figli, Ahmed, Bayad e Halil; e i suoi discendenti sono rintracciabili fino al regno di Bayezid I.
- Orhan I Ghazi (1281 circa -1362) - con Malhun Hatun. Successe a suo padre e fu il secondo sovrano ottomano.
- Erden Alaeddin Ali Pasha (1281 circa - giugno 1331) - con Rabia Bala Hatun. Governatore di Bilecik e fondatore di diverse mosche a Bursa. I suoi discendenti sono tracciabili fino al XVI secolo.
- Çoban Bey (1283 - 1337). Costruì una moschea a Bursa. Sepolto a Söğüt, nella türbe di Ertuğrul Ghazi.
- Pazarli Bey (1285 - ?). Generale del suo fratellastro Orhan. Aveva almeno due figli, İlyas Bey e Murad Bey, e almeno due figlie. Sepolto a Söğüt, nella türbe di Ertuğrul Ghazi.
- Hamid Bey (1288 - 1329). Sepolto a Söğüt, nella türbe di Ertuğrul Ghazi.
- Murad Arslan Melik Bey (1290 - 1336). Aveva almeno una figlia, Melek Hatun, che sposò suo zio Orhan Ghazi. Sepolto a Söğüt, nella türbe di Ertuğrul Ghazi.
- Savci Bey. Aveva almeno un figlio, Süleyman Bey. Sepolto a Söğüt, nella türbe di Ertuğrul Ghazi.

### Figlie
Osman I aveva almeno una figlia:
- Fatma Hatun (Söğüt, 1284 - Bursa, 1347). Sepolta a Söğüt, nella türbe di Ertuğrul Ghazi.

## Personalità

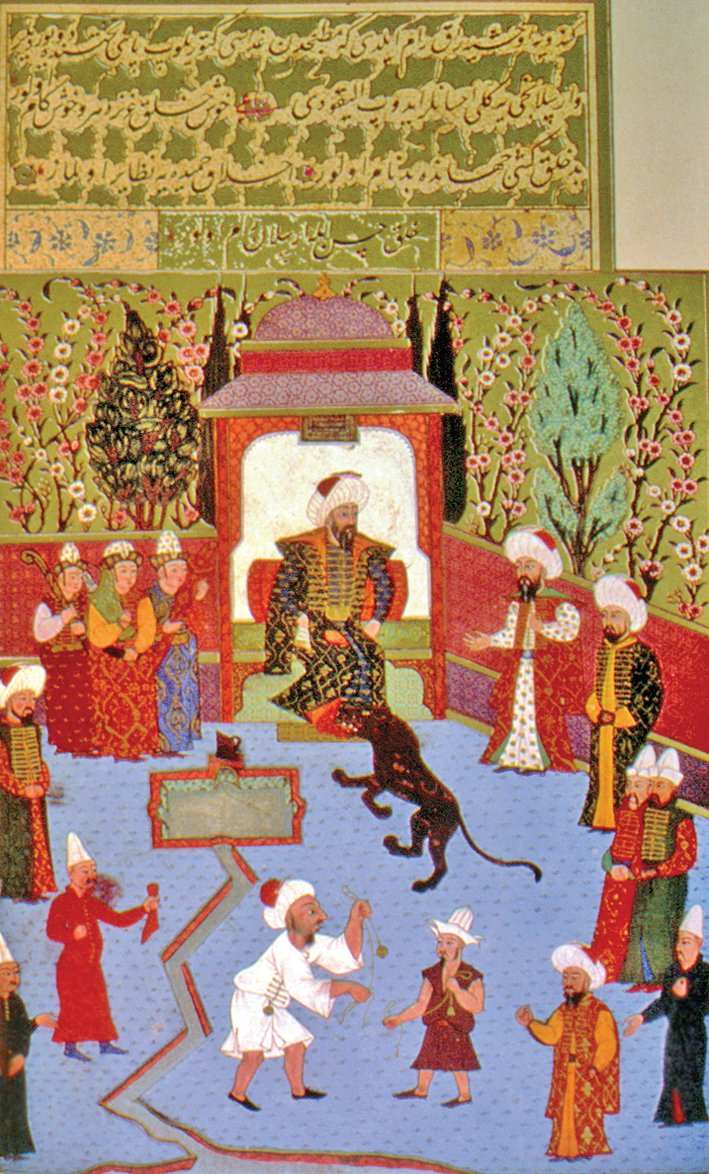
Miniatura ottomana di Osman e la sua corte

Nell'ambito della storiografia ottomana, Osman è descritto solitamente in maniera agiografica come un "semi-santo", ed è fortemente connesso a una sorta di "mito della creazione" turco, tanto da essere indicato fra gli ottomani come l'equivalente di Romolo per i romani.
È spesso sottolineato il suo carisma e le sue abilità di leadership, che usò per riunire tutte le tribù locali in un'unica confederazione il cui nome con cui furono noti e che poi passò all'Impero, al suo popolo e alla sua dinastia regnante, "ottomani" o "osmaniti", è un esplicito omaggio a Osman, in linea con la tradizione di nominare la tribù in onore del suo leader più eminente.
Altri misero in evidenza anche la sua astuzia, la sua saggezza e la sua paziente, nonché il senso di rispetto, unione e devozione che suscitava sia nei suoi guerrieri che nel suo popolo, e persino in chi li era superiore per rango o esperienza. Tuttavia, lo storico Herbert Gibbons lo descrive come manipolatore, "abbastanza in gamba da sfruttare persone più capaci di lui".

## Eredità
Sebbene non portò mai tale titolo, venendo invece chiamato Bey, Emir o Ghazi, Osman è considerato il primo sultano ottomano e il capostipite della dinastia osmanita, che comprese 35 sultani e regnò ininterrottamente sull'Impero ottomano, che al suo apice si estendeva su tre continenti, per sette secoli, fino alla sua deposizione nel 1922 sotto Mehmed VI, avvenuta quattro anni dopo la caduta dell'impero, ormai disgregato in stati indipendenti a seguito dei movimenti nazionalisti sorti alla fine della prima guerra mondiale.
Nel 1924, il primo presidente della Turchia repubblicana, Kemal Atatürk, firmò il decreto di espulsione per i membri della deposta dinastia, che non fu revocato se non diversi decenni dopo, nel 1951 per le donne e nel 1973 per gli uomini. Per tale ragione, solo una parte degli attuali discendenti di Osman vive in Turchia, mentre molti altri vivono in vari paesi dell'Europa, dell'America e del Medio Oriente, dove i loro antenati trovarono rifugio dopo l'espulsione. In seguito alla perdita dello status regale e alla promulgazione della legge turca sul cognome, la maggioranza di loro ha assunto il cognome Osmanoğlu (figlio di Osman).

### La Spada di Osman
La Spada di Osman (turco: Taklid-i Seyf) era una Spada di Stato usata durante la cerimonia di incoronazione dei sultani ottomani a partire da Murad II. Il rito ricalca il momento in cui Osman fu cinto con la Spada dell'Islam per mano di suo suocero Edebali e simboleggiava l'aspetto primario di guerriero insito nella carica di sultano.
La cerimonia della spada era considerata un momento fondamentale per la legittimità del nuovo sultano e doveva avere tassativamente luogo entrò due settimane dalla salita al trono. Si svolgeva nel complesso tombale di Eyüp, raggiunto da Costantinopoli tramite una processione navale lungo il Corno d'Oro, e veniva solitamente svolta dallo Sharif di Konya, rappresentante dei dervisci Mevlevi.

## Cultura popolare
- Un giovane Osman è un personaggio secondario della serie TV turca Diriliş: Ertuğrul (2014-2019), interpretato da Emre Üçtepe[108].
- Osman è il protagonista della serie TV turca Kuruluş: Osman (2019-in corso), interpretato da Burak Özçivit[109].